# Luis Ernesto Castro
Luis Ernesto Castro (Montevidéu, 31 de julho de 1921 – Montevidéu, 16 de dezembro de 2002) foi um futebolista uruguaio. Foi um dos melhores de seu país nos anos de 1940.

## Biografia
Cognominado Mandrake, Luis Ernesto Castro foi um extraordinário atacante que jogou de 1936 e 1950 no Nacional, um dos grandes do futebol uruguaio. Era irmão dos também futebolistas Braulio Castro, que jogou no Peñarol e foi campeão da Copa América de 1935, com a Celeste Olímpica e Enrique Castro, que militou juntamente com Luis Ernesto no Nacional e venceu a Copa América de 1942 ainda ao lado do irmão.
Luis Ernesto Castro fez parte do formidável quinteto de ataque do Nacional do final dos anos 1930 e início dos 1940 (juntamente com Atilio García, Aníbal Ciocca, Roberto Porta e Bibiano Zapirain) que levou os tricolores a cinco títulos uruguaios consecutivos entre 1939 e 1943. Com o Nacional assinalou no total 166 gols em 274 partidas. Em 1951 teve uma fugaz passagem pelo River Plate e entre 1952 e 1954 jogou no Defensor Sporting.
Com a seleção uruguaia foi campeão da Copa América de 1942, que era denominada então de Campeonato Sul-Americano , competição que novamente jogaria em 1945. Já veterano seria integrante do plantel uruguaio que ficou com o quarto lugar na Copa do Mundo FIFA de 1954.